# Pływanie na Letnich Igrzyskach Olimpijskich 1936 – 200 m stylem klasycznym mężczyzn
200 m stylem klasycznym mężczyzn – jedna z konkurencji pływackich rozgrywanych podczas XI Igrzysk Olimpijskich w Berlinie. Eliminacje odbyły się 13 sierpnia, półfinały 14 sierpnia, a finał 15 sierpnia 1936 roku.
Mistrzem olimpijskim został Japończyk Tetsuo Hamuro, który w finale poprawił swój rekord olimpijski z eliminacji, uzyskując czas 2:41,5. Srebrny medal wywalczył reprezentant III Rzeszy Erwin Sietas (2:42,9). Brąz zdobył Reizo Koike z Japonii (2:44,2).

## Rekordy
Przed zawodami rekord świata i rekord olimpijski wyglądały następująco:
| Rekord            | Zawodnik    | Czas   | Miejsce     | Data             |       |
| ----------------- | ----------- | ------ | ----------- | ---------------- | ----- |
| Rekord świata     | Jack Kasley | 2:37,3 | New Haven   | 28 marca 1936    | [ 1 ] |
| Rekord olimpijski | Reizo Koike | 2:44,9 | Los Angeles | 12 sierpnia 1932 | [ 2 ] |

W trakcie zawodów ustanowiono następujące rekordy:
| Data        | Etap konkurencji | Zawodnik      | Czas   | Rekord |
| ----------- | ---------------- | ------------- | ------ | ------ |
| 13 sierpnia | eliminacje       | Tetsuo Hamuro | 2:42,5 | OR     |
| 15 sierpnia | finał            | Tetsuo Hamuro | 2:41,5 | OR     |

## Wyniki

### Eliminacje
Do półfinałów awansowało trzech najlepszych zawodników z każdego wyścigu oraz najszybszy z pływaków, którzy zajęli czwarte miejsca.
Wyścig eliminacyjny 1
| Miejsce | Zawodnik           | Państwo           | Czas   | Uwagi |
| ------- | ------------------ | ----------------- | ------ | ----- |
| 1.      | Tetsuo Hamuro      | Japonia           | 2:42,5 | Q,    |
| 2.      | Erwin Sietas       | III Rzesza        | 2:44,6 | Q     |
| 3.      | Ray Kaye           | Stany Zjednoczone | 2:48,5 | Q     |
| 4.      | Jikirum Adjaluddin | Filipiny          | 2:50,2 | q     |
| 5.      | Julius Edgar Arp   | Brazylia          | 3:02,6 |       |

Wyścig eliminacyjny 2
| Miejsce | Zawodnik     | Państwo           | Czas   | Uwagi |
| ------- | ------------ | ----------------- | ------ | ----- |
| 1.      | Saburo Ito   | Japonia           | 2:45,8 | Q     |
| 2.      | Jochen Balke | III Rzesza        | 2:46,4 | Q     |
| 3.      | Jack Kasley  | Stany Zjednoczone | 2:54,4 | Q     |
| 4.      | Erik Skou    | Dania             | 2:57,6 |       |
| 5.      | Percy Belvin | Bermudy           | 3:09,8 |       |
| 6.      | Albert Puddy | Kanada            | 3:10,2 |       |

Wyścig eliminacyjny 3
| Miejsce | Zawodnik                | Państwo           | Czas     | Uwagi |
| ------- | ----------------------- | ----------------- | -------- | ----- |
| 1.      | John Higgins            | Stany Zjednoczone | 2:48,8   | Q     |
| 2.      | Arsad Alpad             | Filipiny          | 2:52,6   | Q     |
| 3.      | Finn Jensen             | Dania             | 2:55,7   | Q     |
| 4.      | Antônio Luiz dos Santos | Brazylia          | 2:56,8   |       |
| 5.      | Mohamed Hassanein       | Królestwo Egiptu  | 2:58,9   |       |
| 6. !    | Jorge Berroeta          | Chile             | 9:99,9 ! | DSQ   |

Wyścig eliminacyjny 4
| Miejsce | Zawodnik       | Państwo        | Czas     | Uwagi |
| ------- | -------------- | -------------- | -------- | ----- |
| 1.      | Leonard Spence | Bermudy        | 2:52,0   | Q     |
| 2.      | Gerald Clawson | Kanada         | 2:54,7   | Q     |
| 3.      | Felix Erbert   | Czechosłowacja | 2:55,7   | Q     |
| 4. !    | Carlos Reed    | Chile          | 9:99,9 ! | DSQ   |

Wyścig eliminacyjny 5
| Miejsce | Zawodnik          | Państwo    | Czas   | Uwagi |
| ------- | ----------------- | ---------- | ------ | ----- |
| 1.      | Reizo Koike       | Japonia    | 2:43,8 | Q     |
| 2.      | Teófilo Yldefonso | Filipiny   | 2:47,4 | Q     |
| 3.      | Arthur Heina      | III Rzesza | 2:48,5 | Q     |
| 4.      | Hans Malmström    | Dania      | 2:56,5 |       |

### Półfinały
Do finału awansowało trzech najlepszych zawodników z każdego półfinału oraz najszybszy z pływaków, którzy zajęli czwarte miejsca.
Półfinał 1
| Miejsce | Zawodnik           | Państwo           | Czas   | Uwagi |
| ------- | ------------------ | ----------------- | ------ | ----- |
| 1.      | Reizo Koike        | Japonia           | 2:44,5 | Q     |
| 2.      | Jochen Balke       | III Rzesza        | 2:45,4 | Q     |
| 3.      | Saburo Ito         | Japonia           | 2:45,5 | Q     |
| 4.      | Ray Kaye           | Stany Zjednoczone | 2:49,2 |       |
| 5.      | Jikirum Adjaluddin | Filipiny          | 2:54,0 |       |
| 6.      | Arsad Alpad        | Filipiny          | 2:54,6 |       |
| 7.      | Finn Jensen        | Dania             | 2:54,8 |       |
| 8.      | Gerald Clawson     | Kanada            | 2:55,6 |       |

Półfinał 2
| Miejsce | Zawodnik          | Państwo           | Czas     | Uwagi |
| ------- | ----------------- | ----------------- | -------- | ----- |
| 1.      | Tetsuo Hamuro     | Japonia           | 2:43,4   | Q     |
| 2.      | John Higgins      | Stany Zjednoczone | 2:44,0   | Q     |
| 3.      | Erwin Sietas      | III Rzesza        | 2:44,8   | Q     |
| 4.      | Teófilo Yldefonso | Filipiny          | 2:46,8   | q     |
| 5.      | Arthur Heina      | III Rzesza        | 2:47,3   |       |
| 6.      | Jack Kasley       | Stany Zjednoczone | 2:53,4   |       |
| 7.      | Felix Erbert      | Czechosłowacja    | 2:53,5   |       |
| 8. !    | Leonard Spence    | Bermudy           | 9:99,9 ! | DSQ   |

### Finał
| Miejsce | Zawodnik          | Państwo           | Czas   | Uwagi |
| ------- | ----------------- | ----------------- | ------ | ----- |
| 1. !    | Tetsuo Hamuro     | Japonia           | 2:41,5 | OR    |
| 2. !    | Erwin Sietas      | III Rzesza        | 2:42,9 |       |
| 3. !    | Reizo Koike       | Japonia           | 2:44,2 |       |
| 4.      | John Higgins      | Stany Zjednoczone | 2:45,2 |       |
| 5.      | Saburo Ito        | Japonia           | 2:47,6 |       |
| 6.      | Jochen Balke      | III Rzesza        | 2:47,8 |       |
| 7.      | Teófilo Yldefonso | Filipiny          | 2:51,1 |       |